# (7843) 1994 YE1
1994 واي إي 1 (ويعرف أيضًا باسم (7843) 1994 واي إي 1 وفق تسمية الكوكب الصغير) (بالإنجليزية: 1994 YE1)‏ هو كويكب ضمن حزام الكويكبات؛ وترتيبه 7843 من حيث الاكتشاف.
اكتُشف هذا الجُرم الفلكي بواسطة هيروشي كانيدا في 22 ديسمبر 1994.

## وصلات خارجية
- (7843) 1994 YE1 في قاعدة بيانات مختبر الدفع النفاث لأجرام النظام الشمسي الصغيرة

- الاكتشاف · مخطط المدار ·  العناصر المدارية · المعلمات المادية

- (7843) 1994 YE1 على موقع ويكي سكاي: DSS2, SDSS, GALEX, IRAS, Hydrogen α, X-Ray, Astrophoto, Sky Map, Articles and images